# John McCullough
John P. McCullough (Lima, 5 ottobre 1956) è un ex cestista e allenatore di pallacanestro statunitense, professionista nella NBA e in Francia.

## Carriera
Venne selezionato dai Kansas City Kings al quarto giro del Draft NBA 1979 (85ª scelta assoluta).

## Palmarès
- Coppa Korać: 1

Pau-Orthez: 1983-84